# Iris caucasica
Iris caucasica är en irisväxtart som beskrevs av Franz Georg Hoffmann. Iris caucasica ingår i släktet irisar, och familjen irisväxter.

## Underarter
Arten delas in i följande underarter:
- I. c. caucasica
- I. c. turcica

## Bildgalleri

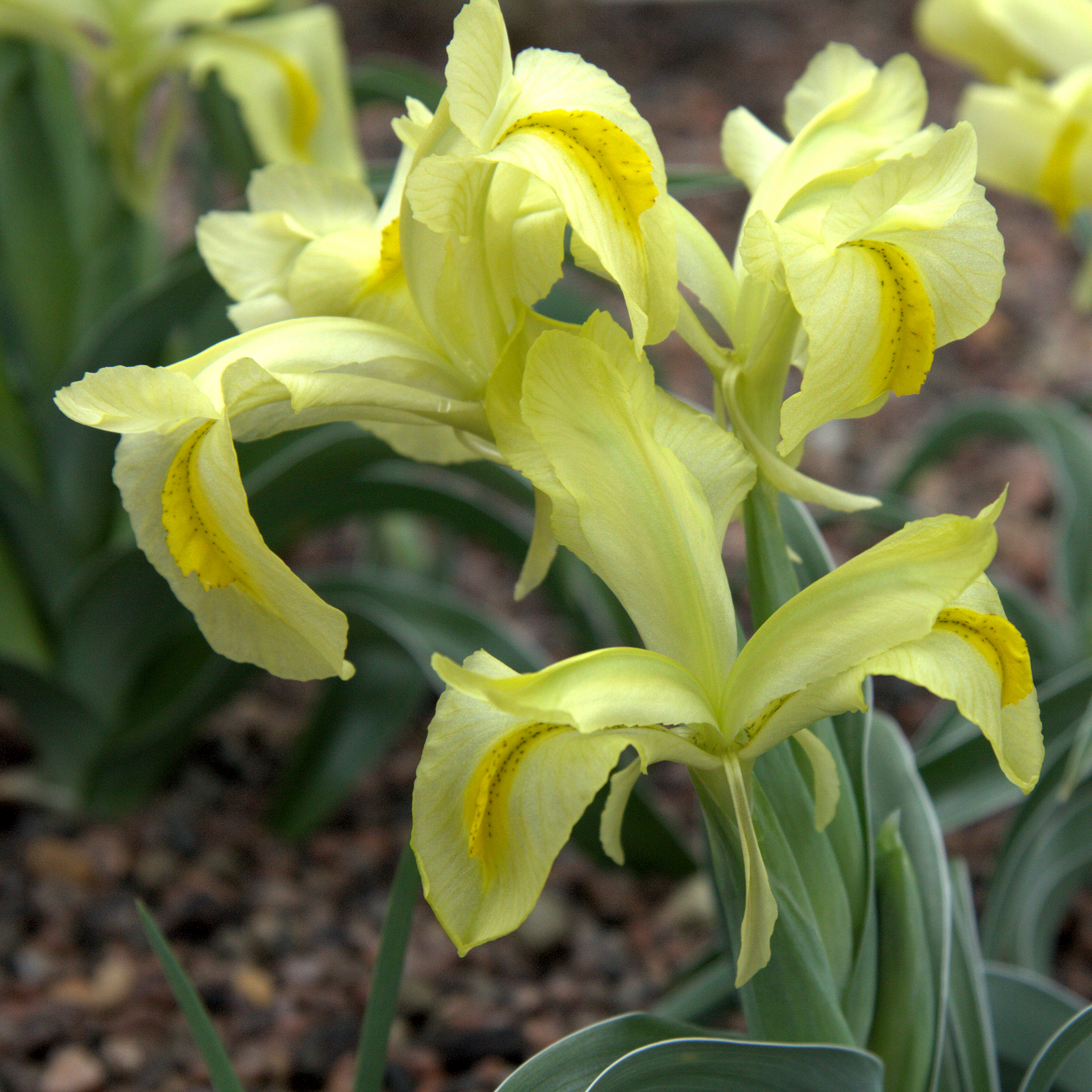